# Manuel Concha Ruiz
Manuel Concha Ruiz [también Manuel de la Concha Ruiz] (Nules, 1 de junio de 1942) es un cirujano cardiólogo español, catedrático de cirugía cardiovacular en la Universidad de Córdoba (UCO) y jefe de este servicio en el Hospital Reina Sofía de la misma ciudad. Además de su destacada actividad como médico, es miembro de la Real Academia de Ciencias, Bellas Letras y Nobles Artes de Córdoba, de la Real Academia de Medicina de Sevilla y del Ateneo Literario y Artístico de Cádiz, de cuya provincia es Hijo Predilecto.

## Biografía
De padres andaluces, desde los cinco años Manuel Concha vive en Cádiz. Allí realizó sus estudios hasta licenciarse en 1966 en Medicina y Cirugía con premio extraordinario de licenciatura y doctorado. Formado como especialista en cirugía cardiovascular en la Clínica Puerta de Hierro de Madrid, desempeña los puestos de médico adjunto en el Hospital La Paz de Madrid y La Fe de Valencia, alcanzando en esta última la jefatura de sección.
Desde 1977 es jefe del Servicio de Cirugía Cardiovascular del Hospital Universitario Reina Sofía de Córdoba. Su trabajo ha contribuido de forma decisiva a situar el hospital cordobés donde trabaja en punto de referencia importante de la asistencia hospitalaria española, siendo elegido "Hospital del Año" en 1991. Entre los hitos más importantes de la labor de Manuel Concha se encuentra la realización del primer trasplante de corazón en Andalucía, el 10 de mayo de 1986, y en persona menor de edad en España, en agosto de 1994.
En 1984 accedió la plaza de profesor titular de cirugía de la Facultad de Medicina en la UCO., alcanzando la cátedra once años después. Ha divulgado sus trabajos en revistas especializadas y participa y organiza diversas reuniones y congresos científicos de su especialidad. También ha dirigido varias tesis doctorales y es miembro numerario de importantes sociedades científicas de todo el mundo. Ha desarrollado líneas de investigación específicas, siendo responsable del grupo de investigación 'Trasplante cardíaco' dentro del Plan andaluz de Investigación.
Miembro de la Real Academia de Medicina de Sevilla, de la de Ciencias y Artes de Córdoba y del Ateneo gaditano, en 1987 fue galardonado con la Medalla de Andalucía, en 1991 con la Fiambrera de Plata del Ateneo de Córdoba y en 2009 ganó el Premio Nacional de Cirugía Cortes de Cádiz Pedro Virgili de la Real Academia de Medicina y el ayuntamiento de Cádiz en su segunda edición.

## Distinciones honoríficas
- Hijo Predilecto de la provincia de Cádiz (2009)[3]